# روبرت كامبل (سياسي نيوزلندي)
روبرت كامبل (بالإنجليزية: Robert Campbell)‏ هو سياسي نيوزلندي، ولد في 8 يناير 1843 في لندن في المملكة المتحدة، وتوفي في 10 ديسمبر 1889. انتخب عضو مجلس النواب النيوزيلندي عن دائرة Oamaru (New Zealand electorate) ‏ (1866 – 1869).